# Cigarreta electrònica

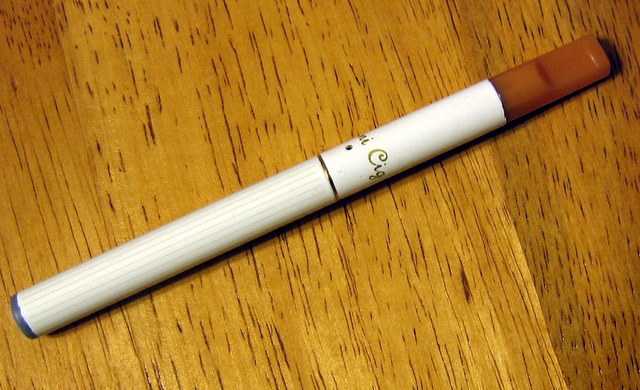
Cigarreta electrònica semblant a una cigarreta convencional.

Un cigarret electrònic o cigarreta electrònica, també anomenat "eCig", "eCigarret", "eCigar", "vaporitzador electrònic o "vàper", és un inhalador electrònic que vaporitza una solució líquida, que simula l'acte de fumar tabac. La quantitat de nicotina continguda pot ésser elegida per l'usuari, i fins i tot es pot escollir sense nicotina. És una alternativa al cigarret, destinada tant als qui desitgen seguir fumant sense inhalar les substàncies nocives del tabac, com a les persones que, tot continuant de fumar el cigarret convencional, volen emular el fet de fumar en els llocs on no està permès o molestar el menys possible als que estan al seu voltant. L'aparell, per si mateix, únicament vaporitza la substància continguda en els cartutxos, provocant l'expulsió de vapor que imita al fum de la cigarreta tradicional i aconseguint així en l'usuari un efecte similar.
Els riscos de l'ús de cigarrets electrònics són encara poc coneguts entre les organitzacions de la salut i investigadors. A causa de la seva recent invenció hi ha disponibles estudis controlats limitats. Malgrat tot, l'any 2019 ja començaren a aparèixer estudis que alertaren de malalties relacionades directament amb aquesta pràctica. Les lleis varien àmpliament sobre l'ús i la venda de cigarretes electròniques i les solucions líquides que les acompanyen, mentre s'espera la legislació i el debat en curs.
Actualment hi ha un buit legal i un retard en la legislació necessària per regular-ne l'ús, però cada cop hi ha més consens en la comunitat científica que no és un mètode per deixar de fumar, sinó una via d'entrada al consum de tabac per consumidors més joves.

## Història
El primer cigarret electrònic es podria remuntar a Herbert A. Gilbert, qui el 1963 va patentar un dispositiu que es descriu com "un cigarret sense tabac ni combustió" que involucrava "substituir la combustió del tabac i paper amb aire aromatitzat calent i humit." Aquest dispositiu escalfava la solució de nicotina i vapor d'aigua produït. El 1967, Gilbert va ser abordat per diverses empreses interessades en la fabricació d'aquest invent, però mai es va comercialitzar i va desaparèixer dels registres públics després de 1967.
A Hon Lik, un farmacèutic xinès, se li atribueix, la invenció de la primera generació de cigarretes electròniques. El 2000, va tenir la idea d'utilitzar un piezoelèctric d'ultrasons com a element emissor per vaporitzar un doll a pressió de líquid que contenia nicotina diluïda en una solució de propilenglicol. Aquest disseny produïa un fum semblant al vapor que podia ser inhalat i proporcionava un vehicle per a l'alliberament de nicotina en el torrent sanguini a través dels pulmons. També va proposar usar propilenglicol per diluir la nicotina i posar-ho en un cartutx de plàstic d'un sol ús que servia a la vegada com a dipòsit de líquid i filtre. Aquests invents són la base dels cigarrets electrònics avui dia presents.
El dispositiu va ser introduït per primera vegada en el mercat nacional de la Xina al maig de 2004 com una ajuda per deixar de fumar o de substitució. L'empresa en què Hon Lik treballava, Golden Dragon Holdings, va canviar el nom pel de Ruyan (如烟, literalment "Semblant a fumar"), i va començar a exportar els seus productes en el període 2005-2006 abans de rebre la seva primera patent internacional el 2007.
La segona generació de cigarrets electrònics moderns, va ser inventada i introduïda al mercat el 2008 pel Dr. Yunqiang Xiu abans de rebre les seves patents internacionals el 2009 i patent del Regne Unit el 2011. El cigarret electrònic modern va comptar amb el "tankomizer" (o sistema de tanc segellat i tecnologia d'atomitzador segellat). Això és més útil per a les indústries de dispositius farmacèutics i mèdics.
Al nostre entorn l'any 2013 es va produir un boom de botigues que ofereixen cigarrets electrònics, després d'anys en què tenien unes vendes modestes, bàsicament a farmàcies. Posteriorment el seu ús s'ha estès fruit de campanyes de publicitat intensives, i ja no es venen en comerços especialitzats sinó en bars, estancs, supermercats i en molts comerços. L'extensió del seu ús no només suposa un problema de salut sinó també un problema ambiental, per la quantitat de residus plàstics i electrònics que comporta.

## Legislació
- A Espanya Al desembre del 2013 es posa en marxa els mecanismes de legalitat necessaris per regular la venda i comercialització del cigarret electrònic. Es prohibirà en centres educatius i sanitaris, en el transport públic, en les dependències de les administracions. L'Objectiu és prohibir-ho en tots els espais públics.[19]
- A Mèxic, està prohibit "comerciar, vendre, distribuir, exhibir, promocionar o produir qualsevol objecte que no sigui un producte del tabac, que contingui algun dels elements de la marca o qualsevol tipus de disseny o senyal auditiu que ho identifiqui amb productes del tabac".[20]
- A Panamà, la distribució i venda de cigarrets electrònics és prohibida des de juny, basat en els estudis del FDA que confirmen el seu contingut en dietilenglicol, responsable de la mort de centenars de panamenys entre 2006 i 2009.[21]
- A Uruguai, també està prohibit des del mes de novembre de 2009 per decret del President Tabaré Ramón Vázquez Rosas.[22]
- A Finlàndia el seu ús no terapèutic està prohibit, ja que són considerats com a recursos mèdics per l'Agència Nacional Finlandesa de Medicaments.
- Als Estats Units, un representant del Districte Sanitari del Sud de Nevada ha estat citat afirmant que "Mentre que no hi hagi tabac en el producte, no suposa cap violació de la Llei d'Aire Net de Portes Endins."
- A Argentina l'ANMAT (Administració Nacional de Medicaments, Aliments i Tecnologia Mèdica) en desaconsella el seu ús, en no haver trobat proves de la seva eficàcia o possibles danys, i des del 9 de maig de 2011 està prohibida "la importació, distribució, comercialització i la publicitat o qualsevol modalitat de promoció en tot el territori nacional del sistema electrònic d'administració de nicotina denominat "cigarret electrònic" i, per tant, estén aquesta prohibició a tot tipus d'accessoris per a aquest sistema o dispositiu, com així mateix a cartutxos contenint nicotina”. A més, aclareix que en el cas d'utilitzar nicotina, el risc de contreure càncer per aquesta substància, segueix present.
- A Canadà, la venda de cigarrets electrònics que contenen nicotina és prohibida, per tant companyies com esmokeshop.ca venen com a alternativa cigarrets electrònics sense nicotina.[23]
- A Xile l'empresa e-smoke[24] va presentar un recurs en els tribunals de justícia perquè es permeti la venda lliure dels cigarrets electrònics i no catalogar-ho com a fàrmac. Les últimes indicacions de la FDA és que es recomanarà regular com a producte del tabac.
- A Itàlia, l'ús de cigarrets electrònics està permès per als majors de setze anys.[25]